# フランス国鉄T2形客車

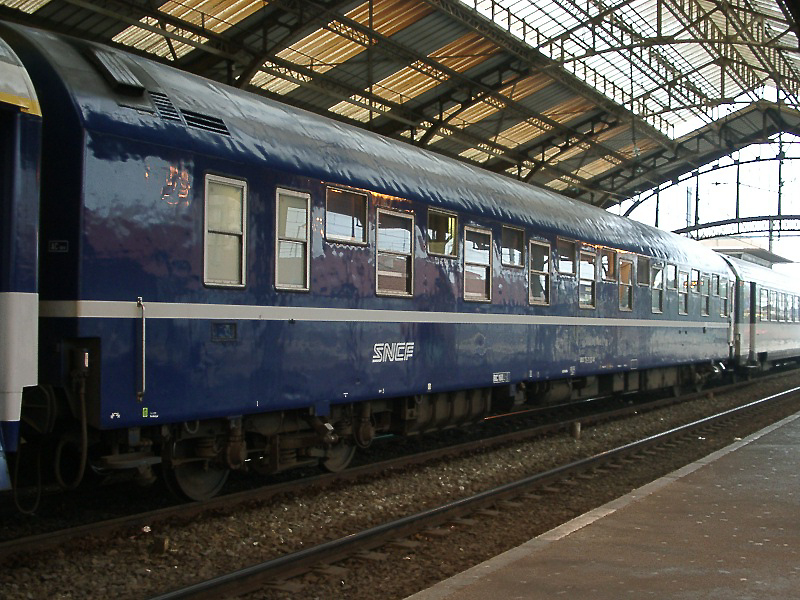
SNCF T2(1976年製)

フランス国鉄T2形客車はCIWLのT2形客車のフランス版増備車として1973年と1975年に製造された寝台客車。T2客車は全室2人用個室であるため、「Tourist 2」の頭をとってT2とされた。1968年からはTrain Bleuに使用されたが、現在は寝台列車の減少により運用を減らしており、コライユクシェットに混ざって連結されることが多い。